# شاتو-روژ
شاتو-روژ (به فرانسوی: Château-Rouge) یک کمون در فرانسه است که در Canton of Bouzonville واقع شده‌است.

## خصوصیات
شاتو-روژ ۴٫۳۲ کیلومترمربع مساحت و ۱۷۹ نفر جمعیت دارد و ۳۰۰ متر بالاتر از سطح دریا واقع شده‌است.